# Nguyễn Chiến Thắng
Nguyễn Chiến Thắng (sinh năm 1955) là chính trị gia người Việt Nam, nguyên là Phó Bí thư Tỉnh ủy Khánh Hòa, Bí thư Ban cán sự Đảng, Chủ tịch Ủy ban nhân dân tỉnh Khánh Hòa nhiệm kỳ 2011 - 2016.
Do bị xác định trách nhiệm cao nhất trong việc giao đất "vàng" cho doanh nghiệp không qua đấu thầu, gây thất thoát tài sản Nhà nước, ngày 6/1/2023, ông Thắng bị TAND tỉnh Khánh Hòa tuyên phạt 6 năm 6 tháng tù. Trước đó, trong tháng 4/2022, ông Thắng đã bị TAND tỉnh Khánh Hòa phạt 5 năm 6 tháng tù do sai phạm khi thực hiện dự án sinh thái Cửu Long Sơn Tự và biệt thự sông núi Vĩnh Trung, phá vỡ quy hoạch trên núi Chín Khúc. 

## Xuất thân và giáo dục
Nguyễn Chiến Thắng sinh ngày 10 tháng 12 năm 1955 tại xã Vĩnh Trung, thành phố Nha Trang, tỉnh Khánh Hòa.
Ông có học vị tiến sĩ ngành điều khiển học.
Ngoài ra ông còn là chuyên viên cao cấp về quản lí nhà nước, có bằng cao cấp lí luận chính trị Đảng Cộng sản Việt Nam.

## Sự nghiệp
Ông là đảng viên Đảng Cộng sản Việt Nam.
Nguyễn Chiến Thắng từng là Bí thư thành ủy Cam Ranh, tỉnh Khánh Hòa.
Ngày 9 tháng 12 năm 2006, tại kì họp thứ 7 của Hội đồng nhân dân tỉnh Khánh Hòa khóa 4, Nguyễn Chiến Thắng, Ủy viên Ban thường vụ Tỉnh ủy Khánh Hòa, Trưởng ban Tổ chức Tỉnh ủy Khánh Hòa, được bầu bổ sung vào vị trí Phó Chủ tịch Ủy ban nhân dân tỉnh Khánh Hòa thay cho Nguyễn Trọng Hòa. Trước đó, ông Nguyễn Trọng Hòa đã được Thủ tướng Chính phủ Việt Nam điều động giữ chức vụ Trưởng ban chuyên trách Ban Quản lý khu kinh tế Vân Phong thuộc tỉnh Khánh Hòa.
Ngày 11 tháng 12 năm 2010, Nguyễn Chiến Thắng được Hội đồng nhân dân tỉnh Khánh Hòa khóa 4 bầu giữ chức vụ Chủ tịch Ủy ban nhân dân tỉnh Khánh Hòa tại kì họp thứ 15 thay ông Võ Lâm Phi do ông Phi trước đó đã có đơn từ chức vì đến tuổi nghỉ hưu. Lúc này Nguyễn Chiến Thắng đang là Phó Bí thư Tỉnh ủy Khánh Hòa, Phó Chủ tịch thường trực Ủy ban nhân dân tỉnh Khánh Hòa.
Ngày 26 tháng 10 năm 2015, Hội đồng nhân dân tỉnh Khánh Hòa khóa 5 thông qua nghị quyết miễn nhiệm chức vụ Chủ tịch Ủy ban nhân dân tỉnh Khánh Hòa đối với ông Nguyễn Chiến Thắng. Ông chính thức nghỉ hưu. Thay thế ông là Phó Chủ tịch Lê Đức Vinh.

## Vụ án đất đai tỉnh Khánh Hòa

### Bị kỉ luật cách chức
Sau khi về hưu, ngày 5 tháng 11 năm 2019, Ban Bí thư Ban Chấp hành Trung ương Đảng Cộng sản Việt Nam khóa 12 đã quyết định kỉ luật cách hết toàn bộ chức vụ trong Đảng Cộng sản Việt Nam đối với ông Nguyễn Chiến Thắng, nguyên Phó Bí thư Tỉnh ủy Khánh Hòa, Bí thư Ban cán sự Đảng, Chủ tịch Ủy ban nhân dân tỉnh Khánh Hòa. Nguyên nhân do ông đã có sai phạm nghiêm trọng, làm thất thoát đất đai, tài sản nhà nước trong khi đương chức Chủ tịch Ủy ban nhân dân tỉnh Khánh Hòa nhiệm kì 2011-2016. Trước đó, ông đã tự nhận toàn bộ khuyết điểm và xin nhận hình thức kỉ luật Đảng cách chức. Hai nguyên Phó Chủ tịch UBND tỉnh Khánh Hòa cấp dưới của ông cũng bị kỉ luật trong Đảng Cộng sản, Trần Sơn Hải bị kỉ luật cảnh cáo, còn Lê Đức Vinh bị kỉ luật cách chức.

### Kết án
Do bị xác định trách nhiệm cao nhất trong việc giao đất "vàng" cho doanh nghiệp không qua đấu thầu, gây thất thoát tài sản Nhà nước, ngày 6/1/2023, ông Thắng, cựu chủ tịch Khánh Hòa, bị TAND tỉnh Khánh Hòa tuyên phạt 6 năm 6 tháng tù về tội Vi phạm các quy định về quản lý, sử dụng tài sản Nhà nước gây thất thoát, lãng phí. Ông Lê Đức Vinh (cựu chủ tịch nhiệm kỳ sau ông Thắng, 57 tuổi) và Đào Công Thiên (cựu phó chủ tịch) lĩnh 5 năm 6 tháng tù. 10 bị cáo còn lại nguyên là lãnh đạo các sở ngành bị tuyên từ 2 năm đến 3 năm 6 tháng tù về cùng tội danh. Trước đó, trong tháng 4/2022, ông Thắng đã bị TAND tỉnh Khánh Hòa phạt 5 năm 6 tháng tù ông Vinh và ông Thiên lĩnh 4 năm 6 tháng tù do sai phạm khi thực hiện dự án sinh thái Cửu Long Sơn Tự và biệt thự sông núi Vĩnh Trung, phá vỡ quy hoạch trên núi Chín Khúc. 